# Rhysothorax rufa
Rhysothorax rufa är en skalbaggsart som beskrevs av Fabricius 1792. Rhysothorax rufa ingår i släktet Rhysothorax och familjen Aegialiidae. Inga underarter finns listade i Catalogue of Life.